# Paul Quirynen
Paul Quirynen (Antwerpen, 7 september 1953) is een Vlaams advocaat.

## Levensloop
Paul Quirynen ging naar het Sint-Lievenscollege in Antwerpen en behaalde in 1976 het diploma van licentiaat in de rechten aan de Universitaire Instelling Antwerpen. In 1976 werd hij advocaat aan de balie te Antwerpen. Hij was ook plaatsvervangend vrederechter in het kanton Boom.
Hij was onder meer raadsman van de familie van de door Marc Dutroux vermoorde An Marchal en van de familie van de vermoorde veearts-keurder Karel Van Noppen. Hij was ook raadgever van de Belgische bisschoppen tijdens de bijzondere parlementaire commissie om en rond seksueel grensoverschrijdend gedrag binnen pastorale relaties. In september 2012 stelde de congregatie van de paters van de Heilige Harten in Kortrijk hem aan als advocaat van een van kindermisbruik veroordeelde pater.
In 2005 publiceerde Quirynen het boek Tochtgenoten. Advocaat van slachtoffers.
In 2017 volgde hij Wivina Demeester op als voorzitter van de raad van bestuur van de christelijk geïnspireerde denktank Logia.
Quirynen is gehuwd en vader van vier kinderen.